# Joachim Wagner (Orgelbauer)

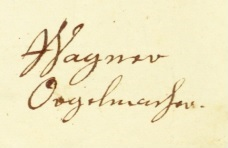
Schriftzug „Wagner Orgelmacher“

Joachim Wagner (* 13. April 1690 in Karow, Herzogtum Magdeburg; † 23. Mai 1749 in Salzwedel, Mark Brandenburg) war ein bedeutender brandenburgischer Orgelbauer.

## Herkunft
Joachim Wagner wurde als Sohn des Pfarrers Christoph Wagner (1653–1709) und seiner Ehefrau Anna Dorothea geb. Tiefenbach in Karow bei Genthin geboren. Seine Brüder, die Pfarrer Johann Christoph Wagner (1683–1750, seit 1710 Amtsnachfolger des Vaters in Karow), und  Friedrich Wagner (1693–1760), hatten später Einfluss auf sein Wirken.

## Wirken

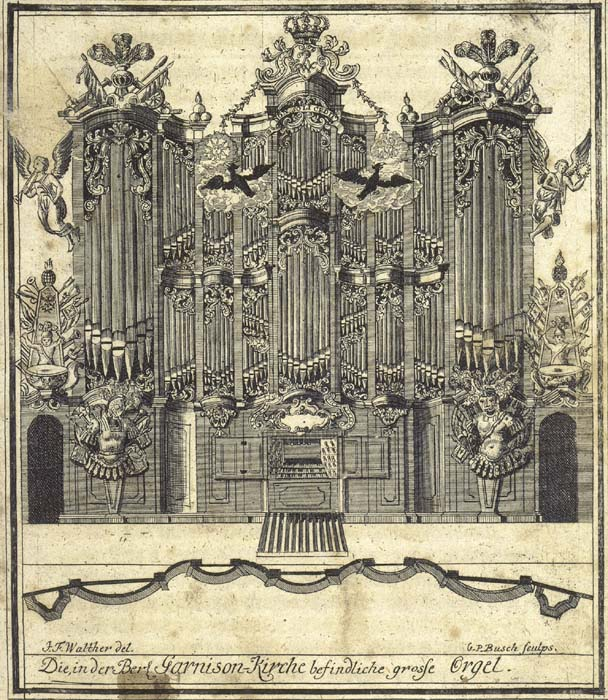
Orgel der Berliner Garnisonkirche, 1737

Möglicherweise erlernte Joachim Wagner das Orgelbauhandwerk bei dem Schnitger-Schüler Matthäus Hartmann († um 1745). Nachgewiesen ist, dass Christoph Treutmann d. Ä. (um 1673–1757) in Magdeburg Wagners Lehrmeister war. Als Geselle ging Wagner auf Wanderschaft und war unter anderem für zwei Jahre auch bei Gottfried Silbermann in Freiberg tätig. Das spricht für seine Mitarbeit an den Orgeln der Freiberger Johanniskirche und der Dresdner Sophienkirche. 1719 kam er nach Berlin. Sein Meisterstück vollendete er dort 1723 mit der Orgel in der Berliner Marienkirche (bereits 1721 eingeweiht), die drei Manuale und 40 Register besaß. In Berlin errichtete er auch 1724 bis 1726 sein größtes Werk mit 50 Registern auf drei Manualen in der neu erbauten Berliner Garnisonkirche (1892 umgebaut, 1908 verbrannt).
Er war der mit Abstand bedeutendste Orgelbauer der Barockzeit in der Mark Brandenburg, da sich besonders in der Regierungszeit des Soldatenkönigs Friedrich Wilhelm I. (1713–1740) dafür günstige Bedingungen boten. Teilweise wird er als „Märkischer Silbermann“ bezeichnet, zeichnet sich gegenüber Silbermann aber durch Eigenständigkeiten in der Disposition und Bauweise aus und bildete eine eigene Schule.
Joachim Wagner ist in Salzwedel offensichtlich während der Arbeit an seiner letzten Orgel für die dortige Marienkirche gestorben, da diese von Gottlieb Scholtze fertiggestellt wurde.

## Schüler
Zu seinen Schülern, die seine Traditionen fortführten, gehörten
- Matthias Kallensee, seit 1720, später Werkmeister, 1741 gestorben
- Johann Peter Migendt, seit 1731/32, seit 1741 Werkmeister, übernahm 1749 die Werkstatt
- Heinrich Andreas Contius, 1732 bis etwa 1738, danach bedeutendster Orgelbauer im Baltikum
- Georg Neumann, 1732–1742
- Gottlieb Scholtze, 1740/44 Schnitzarbeiten für Wagner, danach Orgelbauschüler
- Johann Gottlob Mehner, spätestens seit 1746, danach Orgelbauer in Stettin
- Ernst Julius Marx, möglicherweise erst bei Migendt nach 1749?, danach Orgelbauer in Berlin

## Orgeln

### Wirkungsbereich
Von Joachim Wagner sind heute 51 Orgelneubauten, ein Dispositionsentwurf, vier Umsetzungen und einige Reparaturen bekannt. Sie sind wertvolle Zeugnisse einer hochentwickelten Musikkultur und wurden von den Musikergrößen seiner Zeit sehr geschätzt. So hat Johann Sebastian Bach am 8. Mai 1747 an der relativ kleinen Wagnerorgel der Potsdamer Heilig-Geist-Kirche konzertiert. Die Orgelwerke seines Sohnes Carl Philipp Emanuel Bach entstanden im Umfeld der 1755 von Ernst Marx und Peter Migendt erbauten Hausorgel der Prinzessin Anna Amalia, die sich heute in Berlin-Karlshorst befindet.
Von seiner Werkstatt in Berlin aus erstreckte sich sein Wirkungsbereich vor allem auf die norddeutschen preußisch-hohenzollernschen Länder, neben den Residenzstädten Berlin (8 Orgeln) und Potsdam (4) sowie Brandenburg an der Havel (3) auf die gesamte Mark Brandenburg einschließlich Altmark (Werben (Elbe), Salzwedel), Uckermark (Angermünde, Gramzow, Schwedt/Oder) und Neumark (Königsberg), auf Pommern (Stargard, Wartin) und das Herzogtum Magdeburg (Magdeburg). Aber auch in Kursachsen (Jüterbog) und Norwegen (Nidarosdom in Trondheim) baute er Orgeln.

### Charakteristik
Wagner übernahm grundlegende klangliche und technische Elemente von Gottfried Silbermann. Übereinstimmungen zeigen sich in Dispositionen (u. a. Verzicht auf Rückpositive), dem technischen Aufbau und seinen Details, den Klaviaturumfängen ohne tiefes Cis (im Ausnahmefall Pedal bis d1) und den Pfeifenmensuren. Er ergänzte sie in vielen Orgeln durch flexible technische Lösungen und bereicherte sie durch zusätzliche Register, ohne die klangliche Grundstruktur aufzugeben. Über Wagners Schüler und Nachfolger setzte sich etwas von diesem Silbermann-Einfluss fort. Jedoch sind Wagners Orgeln variantenreicher. Es gibt keine Duplikate wie bei Silbermann. Wie in Norddeutschland hat das Pedal bereits bei mittelgroßen Orgeln Werkcharakter. Die Prospekte sind vor allem bei größeren Instrumenten reicher ausgestattet. Abweichend von Silbermann baute Wagner auch seitenspielige Orgeln und Transmissionen (einzige erhaltene Transmissionsorgel Wagners in Siedlce bei Warschau, ursprünglicher Aufstellungsort unbekannt).
Extrembeispiel für Wagners Ideenreichtum ist der – nicht ausgeführte – Entwurf einer Orgel mit 6 Manualen und 110 Registern für die Petrikirche in Berlin, über den Johann Andreas Silbermann im Zusammenhang mit seinem Besuch bei Wagner berichtet.
Wagner ergänzte das Registerrepertoire Silbermanns, im Manual durch Salicional 8′, Fugara 4′, Traversière 4′, Waldflöte 2′ und Fagott 16′ in Dulzian-Bauweise, im Ausnahmefall durch doppelt besetzten Diskant der Trompete, im Pedal durch Gemshorn 8′ (statt oder neben Oktave 8′), Pedalquinte 5 1⁄3′, Nachthorn 4′, Posaune 32′. – „Violon 16′“ ist jedoch kein Streichregister, sondern entspricht Silbermanns Pedal-Holzprinzipalen.
Neben den oktav-quint-haltigen Klangkronen-Typen Mixtur und Zimbel baute Wagner sein „Scharf“ mit einem repetierenden Terz-Chor, während Silbermann im Brust- oder Oberwerk mit seiner „Sesquialtera“ diesen Terzchor wahlweise als Klangkronenzusatz oder für Soloregistrierungen bereitstellte. Mixtur 4fach beginnt meist mit Spitzenchor auf 1⁄3′, wogegen Silbermann die 1⁄2′-Lage nie überschritt. Höher liegende Zimbeln – wie in Norddeutschland üblich – sind bei Wagner nicht zu finden.
Zu den Pfeifenregistern kommen bei Wagner Spielregister, die Silbermann grundsätzlich ablehnte, so der Zimbelstern, in Ausnahmefällen auch bewegliche Pauken- und Trompetenengel in schlesischer Tradition, inspiriert von Johann Michael Röder.
Über die Registrierweise – wahrscheinlich im Sinne Wagners – unterrichtet Johann Friedrich Walther. Auch hierbei zeigen sich größere Freizügigkeit (z. B. in der möglichen Verwendung des Kornett im Plenum und in den Hinweisen auf Continuo-Registrierungen) und Unterschiede zu den von Silbermann empfohlenen Registrierungen (Großhartmannsdorf, Fraureuth).

### Heutiger Bestand
Aufgrund von Bränden, mangelnder Pflege sowie Umbauten, resultierend aus dem musikalischen Zeitgeist des 19. Jahrhunderts, und der Folgen des Zweiten Weltkriegs sind nur noch 15 Instrumente mit größeren originalen Beständen erhalten, die bedeutendste im Brandenburger Dom, Noch nahezu im Originalzustand erhalten ist die Orgel in der Dorfkirche Schönwalde-Glien. Von acht weiteren Instrumenten existieren noch die Gehäuse und teilweise kleinere Reste. Vor allem die Potsdamer Firma Alexander Schuke hat sich um die Restaurierung von Wagner-Orgeln verdient gemacht.

### Joachim-Wagner-Gesellschaft
Am 26. August 2006 wurde in Rühstädt die Joachim-Wagner-Gesellschaft gegründet, die sich um die Erforschung und Pflege seines einzigartigen Erbes bemühen will. Sie hat das Ziel, das Werk Joachim Wagners und seiner Schüler der Öffentlichkeit näherzubringen, wissenschaftlich zu erforschen und die Ergebnisse der Öffentlichkeit zugänglich zu machen, die Erhaltung und Restaurierung von Orgeln, die Anfertigung von Tonaufnahmen sowie Konzerte und andere Veranstaltungen zu unterstützen.

## Werkliste
Die Größe der Instrumente wird in der fünften Spalte durch die Anzahl der Manuale und die Anzahl der klingenden Register in der sechsten Spalte angezeigt. Ein großes „P“ steht für ein selbstständiges Pedal, ein kleines „p“ für ein angehängtes Pedal. Eine Kursivierung zeigt an, dass die betreffende Orgel nicht mehr erhalten ist oder lediglich noch der Prospekt von Wagner stammt.
| Jahr      | Ort                                    | Gebäude                                      | Bild | Manuale       | Register   | Bemerkungen |
| --------- | -------------------------------------- | -------------------------------------------- | ---- | ------------- | ---------- | --- |
| 1720–1723 | Berlin                                 | St. Marien                                   |      | III/P         | 40         | Prospekt und Register erhalten, in Neubau von Alfred Kern & fils (2002) integriert |
| 1722–1723 | Potsdam                                | Alte Garnisonkirche                          |      | II/P          | 25         | 1732 in der Jerusalemkirche, Berlin, aufgestellt; Abbau um 1878 bei Neubau der Kirche; nicht erhalten |
| 1725      | Brandenburg an der Havel               | Dom St. Peter und Paul                       |      | II/P          | 33         | Prospekt, Register und Pfeifen beinahe vollständig im Original erhalten, größte erhaltene und funktionstüchtige Wagnerorgel → Orgel |
| 1724–1726 | Berlin                                 | Garnisonkirche                               |      | III/P         | 50         | nicht erhalten |
| 1724–1726 | Berlin                                 | Reithaus                                     |      | II/P          | 18         | nicht erhalten |
| 1726–1727 | Blumberg                               | Dorfkirche                                   |      | I             | 7          | nicht erhalten |
| 1726–1727 | Brandenburg an der Havel               | St. Katharinen                               |      | III/P         | 40         | Prospekt erhalten → Orgel |
| 1727      | Berlin                                 | St. Georgen                                  |      | II/P          | 16         | nicht erhalten |
| 1727      | Berlin                                 | Großes Friedrichs-Hospital, Waisenhauskirche |      | I/P           | 9–10       | nicht erhalten |
| 1728      | Bad Freienwalde (Oder)                 | St. Nikolai                                  |      | II/P          | 24         | Prospekt erhalten |
| 1729–1730 | Wriezen                                | St. Marien                                   |      | III/P         | 34         | nicht erhalten |
| 1730      | Templin                                | Maria-Magdalenen-Kirche                      |      | II/P          | 30         | nicht erhalten |
| 1730      | Potsdam                                | Heilig-Geist-Kirche                          |      | II/P          | 22         | nicht erhalten |
| 1730–1731 | Stargard                               | Johanniskirche                               |      | II/P          | 21         | nicht erhalten |
| 1731      | Berlin                                 | St. Gertraud, Hospitalkirche                 |      | I             | 9          | nicht erhalten |
| 1731–1732 | Berlin                                 | Parochialkirche                              |      | II/P          | 32         | nicht erhalten |
| 1731–1732 | Potsdam                                | Garnisonkirche                               |      | III/P         | 42         | nicht erhalten |
| 1733      | Zehdenick                              | Stadtkirche Zehdenick                        |      | II/P          | 18         | nicht erhalten |
| 1732–1734 | Berlin-Spandau                         | St.-Nikolai-Kirche                           |      | II/P          | 31         | nicht erhalten |
| 1734      | Berlin                                 | Französische Friedrichstadtkirche            |      | I/P           | 13         | nicht erhalten |
| 1734–1735 | Altwriezen                             | Dorfkirche                                   |      | I             | 6          | nicht erhalten |
| 1734–1736 | Königsberg in der Neumark              | St. Marien                                   |      | III           | 45         | nicht erhalten |
| 1735–1736 | Nahausen bei Königsberg in der Neumark | Dorfkirche                                   |      | I             | 7          | nicht erhalten |
| 1735      | Schwedt/Oder                           | Schlosskapelle                               |      | I/P oder II/P | 15 oder 21 | Entwürfe vom 19. September 1735, Umsetzung unbekannt |
| 1736      | Gramzow                                | Ev. Stadtkirche St. Marien                   |      | I/P           | 9          | seit 1857 in der Dorfkirche Sternhagen, 2006–2009 restauriert und rekonstruiert durch Schuke → Orgel |
| ? um 1736 | Zachow (Czachów), Neumark              | Dorfkirche                                   |      | I             | 7          | seitenspielige Brüstungsorgel ohne Pedal, 1837 Umbau von Buchholz mit Pedal, 1945 alle Metallpfeifen verschwunden, 2003 Entdeckung der Wagner-Urheberschaft durch Karl Richter, heute leerer Prospekt mit Buchholz-Pedalholzpfeifen erhalten                |
| 1736–1737 | Brandenburg an der Havel               | St. Gotthardt                                |      | II/P          | 31         | nicht erhalten |
| 1737      | Potsdam                                | Kirche des Militärwaisenhauses               |      | I             | 8          | seit 1792 in der Kirche St. Marien in Pritzerbe |
| 1737      | Jüterbog                               | Liebfrauenkirche                             |      | I/P           | 13         | zum großen Teil erhalten → Orgel |
| 1737–1738 | Bochow (Niedergörsdorf)                | Dorfkirche                                   |      | I/p           | 7 oder 9   | nicht erhalten |
| 1738      | Rühstädt                               | Dorfkirche                                   |      | I/P           | 10         | Gehäuse und einige Register erhalten, Rest rekonstruiert |
| 1737–1739 | Brüssow                                | St. Sophia                                   |      | I/P           | 11         | nicht erhalten |
| 1739      | Schönwalde                             | Dorfkirche                                   |      | I/P           | 12         | erhalten → Orgel |
| 1738–1740 | Magdeburg                              | Heilig-Geist-Kirche                          |      | III/P         | 46         | nicht erhalten |
| 1737–1741 | Jüterbog                               | St. Nikolai                                  |      | II/P          | 32         | Der Prospekt ist erhalten, er wurde ebenso wie die Orgel von 1737 bis 1741 von J. Ch. Angermann erbaut. Bei dem Bau der Orgel wurden Teile der Vorgängerorgel aus dem Jahre 1602 verwendet → Orgel.                                                         |
| 1739–1741 | Treuenbrietzen                         | St. Marien                                   |      | II/P          | 30         | erhalten → Orgel |
| 1739–1741 | Trondheim, Norwegen                    | Nidarosdom                                   |      | II/P          | 30         | 1994 restauriert → Orgel |
| 1741      | Treuenbrietzen                         | St. Nikolai                                  |      | I/P           | 18?        | nicht erhalten |
| 1741      | Neuruppin                              | Sankt Marien                                 |      | III/P         | 42         | nicht erhalten |
| 1742      | Wusterhausen/Dosse                     | St. Peter und Paul                           |      | II/P          | 29         | mehrfach umdisponiert; 1978 restauriert |
| 1741–1742 | Bötzow                                 | St. Nikolai                                  |      | I/P           |            | mehrfach umdisponiert |
| 1742–1744 | Angermünde                             | Stadtpfarrkirche St. Marien                  |      | II/P          | 30         | Vom Pedal aus können vier Paukenengel betätigt werden. 1773 Prospektbemalung; 1845 und 1899–1901 Umdisponierungen; 1967–1976 Restaurierung in zwei Abschnitten sowie 2003 durch Schuke → Orgel                                                              |
| 1743–1744 | Wartin                                 | Ev. Kirche                                   |      | I/P           | 9          | durch Christian Friedrich Voit verändert und durch Barnim Grüneberg erweitert; zum großen Teil erhalten → Orgel |
| 1744–1745 | Gransee                                | St. Marien                                   |      | II/P          | 21         | Prospekt und einige Pfeifen erhalten |
| 1744–1745 | Passow                                 | Dorfkirche                                   |      | I/P           | 9          | mehrfach umdisponiert; Gehäuse und teilweise Pfeifenwerk erhalten |
| 1744–1745 | ?                                      | ?                                            |      | II            | 12         | einzige erhaltene Transmissionsorgel Wagners, ursprünglicher Standort nicht bekannt; seit 1802/03 in Warschau, Kirche St. Benon, ab 1824 in Pruszyn, 1969 abgebaut und eingelagert, 2008–2010 restauriert und im Bischofshaus in Siedlce wieder aufgestellt |
| um 1745   | Felchow                                | Ev. Kirche                                   |      | I             | 9          | mehrfach verändert → Orgel |
| 1745      | Flemsdorf                              | Dorfkirche                                   |      | I             | 8          | wenig erhalten |
| 1745–1746 | Ragow                                  | Dorfkirche                                   |      | I/P           | 8          | nicht erhalten |
| 1747      | Werben (Elbe)                          | St. Johannis                                 |      | II/P          | 27         | 1916 von Albert Kohl auf Pneumatik umgebaut, Prospekt und 11 Register erhalten. Die Restaurierung im Sinne Wagners ist geplant. |
| 1748      | Berlin                                 | St. Petri                                    |      | III/P         | 50         | 1751 durch Migendt ergänzt, 1908 durch Brand verloren |
| 1748–1749 | Salzwedel                              | St. Marien                                   |      | III/P         | 39         | Fertigstellung durch Scholtze, Prospekt erhalten |